# Белогвардейские песни
Белогвардейские и белоэмигрантские песни и марши — список включает песни на белогвардейскую тематику эпохи Гражданской войны и песни эмиграции первой волны, а также песни на данную тему, написанные позже.

## Песни

### Песни периода Гражданской войны
Старинные песни:
- «Боже, Царя храни!»
- «Любо, братцы, любо» (старинная казачья песня, встречаются варианты текста периода Гражданской войны)[1]
- «Прощание славянки»

Марши:
- «Смело мы в бой пойдём» («Добровольческая», «Слышали деды...»). Автор слов — Александр Колчак. Позже на тот же мотив была составлена красноармейская версия.
- «Песня добровольцев студенческого батальона» (Вспоили Вы нас и вскормили…)
- Марш дроздовцев (автор неизвестен, на её мотив сложена «По долинам и по взгорьям»)
- «Марш корниловцев» (Пусть вокруг одно глумленье…) (Слова прапорщика А. П. Кривошеева)
- «Алексеевский марш» (Пусть свищут пули, льётся кровь…)
- Марш Марковского полка. «Смело вперёд, за Отчизну Святую»
- Преображенский марш — использовался в качестве национального гимна

Песни:
- «О, Боже Правый, изнывает под гнётом Русь — спаси Её…» Песня Дроздовского полка.
- Дальневосточная. «Не для меня реки текут…»
- Кудеяр. «Я поймаю коня очень быстрого. Полечу, догоню свою молодость, Но никак не вернуть невозвратного, Не встаёт никогда солнце с запада» — Песня Корниловского полка.
- Мы дети России Великой!
- «Что-то солнышко не светит, Над головушкой туман, То ли пуля в сердце метит, То ли близок коммунар». Сергей Есенин — поп-музыка времён Гражданской войны
- «Уходили мы из Крыма». Автор стихов — Николай Туроверов.

### Эмиграция
- «Маршируют полки» (Кто вы? — Русские мы!). Автор текста — Сергей Война-Панченко. Авторы музыки: 1930-е — Сергей Владимирович Марков (1903—1973), 2020-е — Виктор Захарченко.
- «Институтка» («Чёрная моль»). Автор текста — Мария Вега.
- Эмигрантское танго (Куда попали вы, в Галлиполи, в Афины…). Автор — Алёша Димитриевич.
- То, что я должен сказать (Я не знаю, зачем и кому это нужно…). Автор — Александр Вертинский.
- «Замело тебя снегом, Россия». Автор — Ф. И. Чернов.
- «Прощальная дальневосточная», Быстро-быстро донельзя (Поезд вихрем зелёным улетит на восток…). Автор стихов (1923) — Вера Инбер, автор музыки (1942) — Михаил Анчаров.
- Когда мы в Россию вернёмся (Автор — Георгий Адамович).

## Поздние песни (псевдобелогвардейские)
Песни, созданные во 2-й половине XX века как стилизация, прямое подражание или мистификация.
- «Поручик Голицын» (автор неизвестен)[1]
- «Не пишите мне писем» (Татьяна Лебединская)
- «Не надо грустить, господа офицеры» (автор — Владимир Раменский)
- «Прощальная» (автор — Владимир Раменский?)
- «Отступали войска по степи» (автор — Владимир Раменский)
- «Дневник прапорщика Смирнова» («Мы шатались на Пасху…») (Авторы: Леонид Филатов и Владимир Качан)
- Вальс юнкеров, или белый вальс («Под громкое троекратное раскатистое „Ура!“») (Борис Алмазов)[2]
- «Белый ветер» (автор Кирилл Ривель)
- Февральский романс (Только что-то опять пополам…) Автор: Феликс Фихман
- Вас ждёт Париж (Автор: Михаил Звездинский)
- «Последняя осень» (Напишу через час после боя…) (Автор Юрий Борисов)
- Романс генерала Чарноты (Опять один в постели полусонной…). Автор: Александр Розенбаум
- Романс Най-Турса. Автор: Александр Розенбаум
- «Хей, ой, да конь мой вороной…» (Чиж и Co).
- «Всё теперь против нас…» Юрий Борисов
- «Господа офицеры, голубые князья…» Александр Дольский
- «Песня о Ледяном походе» (Александр Крылов)

### В кинематографе
- «Романс Сержа (Я хочу попросить вас — скорей преклоните колени)». Т/ф «Государственная граница. Мы наш, мы новый…»
- «Молитва». (Автор Сергей Бехтеев). Т/ф «Государственная граница. Восточный рубеж»
- «Господа офицеры». (Автор: Александр Дольский). К/ф «Трактир на Пятницкой»
- «Целую ночь соловей нам насвистывал» (авторы: Баснер — Матусовский, на мотив романса А. Пугачёва «Белой акации гроздья душистые», 1916), к/ф «Дни Турбиных»
- «Романс поручика Мышлаевского» к спектаклю по роману М. Булгакова «Белая гвардия». Автор: Борис Вайханский
- «Пароход отходил за кордон…» Песня к кинофильму «Служили два товарища». Автор: Екатерина Манычева

## Исполнители
- Александр Вертинский
- Жанна Бичевская